# Semīrom
Semīrom (persiska: سمیرم) är en kommunhuvudort i Iran.   Den ligger i provinsen Esfahan, i den centrala delen av landet, 500 km söder om huvudstaden Teheran. Semīrom ligger 2 392 meter över havet och antalet invånare är 26 260.
Terrängen runt Semīrom är kuperad åt nordväst, men åt sydost är den platt. Runt Semīrom är det glesbefolkat, med 17 invånare per kvadratkilometer. Närmaste större samhälle är Semīrom, 0,38 km nordväst om Semīrom. Omgivningarna runt Semīrom är i huvudsak ett öppet busklandskap.